# Neoromicia zuluensis
Neoromicia zuluensis es una especie de murciélago de la familia Vespertilionidae.

## Distribución geográfica
Se encuentra en dos zonas: la oriental, en Etiopía, Kenia, Uganda y Sudán, y la austral en Angola República Democrática del Congo Zambia Malaui Zimbabue Botsuana Namibia y Sudáfrica.